# Nibiru
Nibiru is een woord dat komt uit het Akkadisch en betekent "doorwaadbare plaats", "plaats van overgang" of "veerboot". In astronomische context is het een hemellichaam.
In astronomische Babylonische teksten wordt Nibiru geïdentificeerd als de planeet Jupiter. In tablet V van de Enoema Elisj bestaat er mogelijk een associatie met de Poolster. Dit laatste omdat er gerefereerd werd aan een ster die niet van plaats veranderde.

## Gebruik in moderne fictie
Sommige schrijvers gebruiken de naam Nibiru als naam voor een fictieve planeet.